# إيجيرفي (كوسامو)

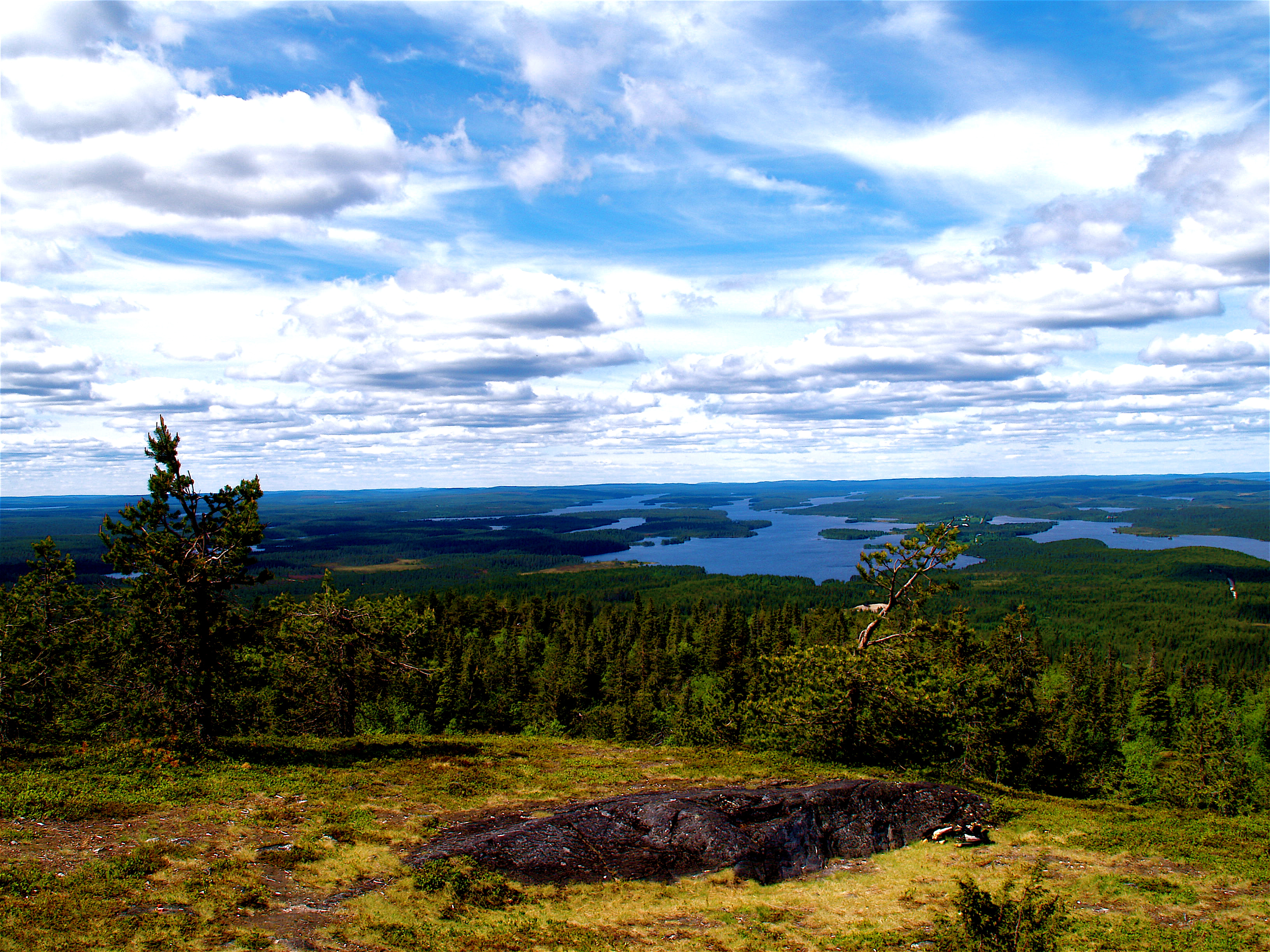
إيجيرفي (كوسامو)

إيجيرفي هي بحيرة متوسطة الحجم تقع في منطقة مستجمعات المياه الرئيسي أيجوكي.جيث تقع في منطقة بوهيانما الشمالية. يتم تشكيل البحيرة عن طريق العديد من الخلجان الطويلة والضيقة. واحد من الخلجان يصل بالقرب من الطريق الوطني الفنلندي رقم 5 حيث يوجد هناك فندق على الشاطئ.